# 下东城廉租公寓博物馆
下东城廉租公寓博物馆（Lower East Side Tenement Museum）位于纽约市曼哈顿 下东城柯察街97号和103号，是一处国家历史遗址。博物馆的两座历史悠久的廉租公寓建筑在1863年至2011年期间，曾有来自20多个国家的约15,000人居住。该博物馆包括一个游客中心，提倡对于移民体验的宽容和历史的视角。

## 历史
柯察街97号大楼由普鲁士出生的移民卢克斯格洛克纳建于1863年，曾进行过几次改建，以符合城市住宅法的要求。在刚建成时，它包含22间公寓和一间底楼客厅。随着时间的推移，6间公寓被改为商业零售空间，还剩下16个公寓。此外还安装了自来水、每层两个厕所、通风竖井、煤气和电。1935年，房东赶走了房客，封闭了窗户，只留下店铺营业。因此，该建筑可以作为一种时间胶囊，反映19世纪和20世纪初的生活条件以及什么是可接受的住房不断变化的概念。
廉租公寓博物馆由Ruth J. Abram和Anita Jacobson于1988年创立。该博物馆的第一个馆址，柯察街97号，于1994年4月19日被列为国家历史地标，1998年11月12日列为国家历史遗址。

## 展品，馆藏和活动
2017年12月开幕的名为“同一屋檐下”的新展览。新展览位于柯察街103号，位于游客中心之上，探索了犹太人大屠杀难民家庭、波多黎各移民家庭和中国移民家庭的生活.。。